# Michel Delesalle
Miguel „Michel” Delesalle (Argentína, Buenos Aires, 1907. december 22. – Párizs, 1980. április 7.) francia jégkorongozó, olimpikon.
Részt vett az 1936. évi téli olimpiai játékokon, a jégkorongtornán. A franciák a C csoportba kerültek. Első mérkőzésükön kikaptak a magyaroktól 3–0-ra, majd megverték a belgákat 4–2-re egy szoros, hosszabbításos mérkőzésen, végül 2–0-s vereséget szenvedtek a csehszlovákoktól. A csoportból nem jutottak tovább. Összesítésben a 10. lettek. Ő egy gólt lőtt a belgáknak.
Két jégkorong-világbajnokságon is játszott. Az 1931-es jégkorong-világbajnokságon a 9. helyen végeztek, míg az 1935-ös jégkorong-világbajnokságon a 7. helyen. A világbajnokságon összesen 5 gólt lőtt.